# SSA22-HCM1
SSA22-HCM1 è una galassia Lyman-alpha emitter (LAE), remota ed estremamente luminosa, situata in direzione della costellazione dell'Aquario; la sua luce ha percorso 12,66 miliardi di anni per giungere fino alla Terra (redshift z = 5,74).
Le galassie Lyman-alpha emitter sono appunto galassie distanti che emettono la radiazione Lyman-alpha.
Si tratta solitamente di galassie di piccola massa (circa 108-1010 masse solari), piuttosto giovani con un'età di 200-600 milioni di anni e con un elevato tasso di formazione stellare, maggiore di qualsiasi tipo di galassia conosciuta. Pertanto le loro caratteristiche le indicano come probabili progenitrici di galassie evolute come la nostra Via Lattea.
Un'altra importante peculiarità è la loro partecipazione al processo di reionizzazione dell'Universo.
SSA22-HCM1 è stata scoperta nel 1999 da un team di astronomi dell'Università delle Hawaii e dell'Università di Cambridge utilizzando il Keck II Telescope situato nelle Hawaii.